# 秋葉警察署
秋葉警察署（あきはけいさつしょ）は、新潟県警察が管轄する警察署の一つ。

## 管轄区域
- 新潟市秋葉区

## 所在地
- 新潟県新潟市秋葉区新津4479-1

## 沿革
- 1873年（明治6年） 水原警察署小須戸警部出張所として発足。
- 1877年（明治10年） 新津分署となる。
- 1879年（明治12年） 新津警察署と改称。
- 1971年（昭和46年） 現在地に移転新築。
- 2007年（平成19年）4月1日 新潟市の政令指定都市移行に伴い、秋葉警察署に改称。

## 組織
- 警務課
- 会計課
- 生活安全課
- 地域課
- 刑事課
- 交通課
- 警備課

## 交番
- 新津駅前交番（新潟市秋葉区新津本町1丁目2-45）
- 荻川駅前交番（新潟市秋葉区中野3丁目11-23）
- 小須戸交番（新潟市秋葉区新保113-1）

## 駐在所
- 下新駐在所（新潟市秋葉区下新163）
- 中新田駐在所（新潟市秋葉区中新田318-3）
- 朝日駐在所（新潟市秋葉区朝日167-2）
- 小合駐在所（新潟市秋葉区出戸254）